# Michael Giles
Michael Rex Giles, angleški bobnar, * 1. marec 1942, Winton, Bournemouth, grofija Hampshire, Anglija
Michael Giles je angleški bobnar in je najbolj poznan kot soustanovitelj skupine King Crimson leta 1969. Njegova hčerka Amanda Giles je poročena z Jakkom Jakszykom, bivšim članom Level 42.
Njegovo igranje je prosto in tekoče ter močno teži k tradicionalnemu jazzu, sorodno pa je tudi igranju rokovskih bobnarjev, kot sta Mitch Mitchell in Ginger Baker. Njegova igra velikokrat daje orkestralen občutek, kar je opazno na večini pesmi iz prvega albuma King Crimson In the Court of the Crimson King. Na koncertih je bil udaren glasbenik, ki je skupaj s kitaristom Robertom Frippom, basistom Gregom Lakeom in saksofonistom Ianom McDonaldom igral simfonični jazz rock.
Giles je zapustil skupino konec leta 1969, na drugem albumu, In the Wake of Poseidon je sodeloval le kot gostujoči glasbenik. Z Ianom McDonaldom sta posnela album McDonald and Giles, ki je dosti manj mračen od King Crimson, toda vseeno zahteven in izzivalen. Leta 1978 je posnel solo album Progress, ki pa je bil izdan šele leta 2002. Nato je nadaljeval v glavnem kot gostujoči glasbenik.
Leta 2002 je soustanovil 21st Century Schizoid Band, ki je v glavem sestavljen iz bivših članov King Crimson, sodeloval pa je tudi njegov zet Jakko Jakszyk. Toda že po prvi turneji se je upokojil, zamenjal pa ga je Ian Wallace (tudi nekdanji član King Crimson).